# Yanling, Zhuzhou
Yanling är ett härad som lyder under Zhuzhous stad på prefekturnivå i Hunan-provinsen i Folkrepubliken Kina.
Häradet är beläget väster om Jinggangbergen, som utgör en naturlig gräns mellan Hunan- och Jiangxi-provinsen och var en tidig gerillabas för Kinas kommunistiska parti.